# Jeffrey Tate

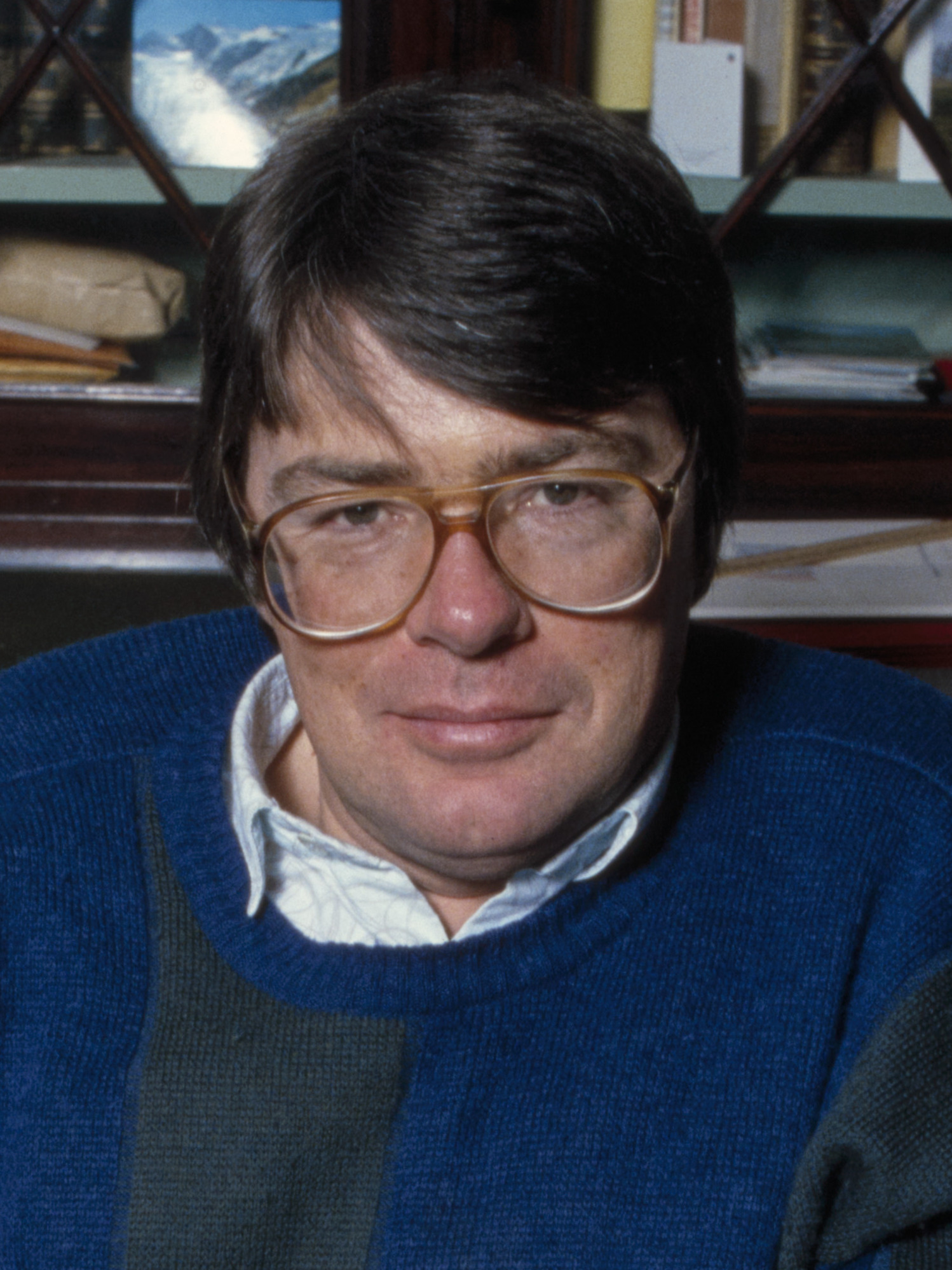
Jeffrey Tate

Sir Jeffrey Tate (* 28. April 1943 in Salisbury, England; † 2. Juni 2017 in Bergamo, Italien) war ein britischer Mediziner und Dirigent.

## Leben
Tate studierte trotz angeborener Behinderungen wie Spina bifida und Kyphose von 1961 bis 1964 Medizin an der Universität von Cambridge und wurde Facharzt für Augenheilkunde. Tate arbeitete danach als Augenchirurg am St Thomas’ Hospital in London. Später gab er seine klinische Karriere auf und studierte Musik am London Opera Centre. Seine musikalische Laufbahn begann er als Assistent von Herbert von Karajan in Salzburg und James Levine an der Metropolitan Opera in New York. 1976 war er Assistent von Pierre Boulez beim Bayreuther ‚Jahrhundertring‘.
Jeffrey Tate dirigierte an Opernhäusern und Festivals ein breites Repertoire mit Schwerpunkten auf den Werken von Strauss, Mozart, Wagner und französischen Opern. Jeffrey Tate war Chefdirigent der Symphoniker Hamburg von 2009 bis zu seinem Tod im Jahr 2017. Er hat außerdem mit dem London Symphony Orchestra, Berliner Philharmoniker, Cleveland Orchestra, Orchestre de la Suisse Romande, English Chamber Orchestra, Philharmonisches Orchester Rotterdam und Orchestre National de France zusammengearbeitet.
In seinen letzten Konzerten, am 30. und 31. Mai 2017, dirigierte er die Neunte Sinfonie von Gustav Mahler mit dem Haydn-Orchester von Bozen und Trient und den Studenten der beiden Städte.
Seit 2010 war Tate mit dem deutschen Geomorphologen Klaus Kuhlemann verpartnert und wohnte in Detmold.

## Auszeichnungen und Ehrungen
1998/99 erhielt er den Premio Abbiati. Tate wurde im Rahmen der traditionellen britischen Neujahrsehrungen (New Year’s Honours) 2017 für seine Verdienste um die britische Musik im Ausland (for services to British music overseas) zum Knight Bachelor nobilitiert.
Tate war ferner Commander of Order of the British Empire, Commandeur des Arts et des Lettres und Chevalier de la Legion d’honneur.

## Nach ihm benannte Auszeichnung
Der Sir-Jeffrey-Tate-Preis der Symphoniker Hamburg, gestiftet von Annegret und Claus-G. Budelmann, wird seit 2020 alle zwei Jahre „auf Empfehlung einer hochkarätig besetzten Jury an außergewöhnlich begabte junge Musiker“ verliehen. Er ist mit 10.000 Euro dotiert. Die bisherigen Preisträger sind:
- 2020: Timothy Ridout, Bratsche
- 2022: Martín García García, Klavier